# Manutenção de computador
A manutenção relacionada a computadores é a ação, ou conjunto de ações, desencadeada visando solucionar um problema diagnosticado no computador, ou antever o problema por meio de análise de situações no funcionamento do computador, relacionado a software e/ou hardware.

## Manutenção preventiva
Chama-se manutenção preventiva a ação ocorrida com base na análise prévia do computador, de seu funcionamento e execução, relacionado à CPU e todos os periféricos, entendendo e aplicando-se acções que visem evitar que determinados erros (de software e/ou hardware) ocorram. Existem softwares que são utilizados na manutenção preventiva.
Vale ressaltar que a manutenção preventiva é referência na utilização de software relacionados à segurança (ferramentas de segurança de servidores de rede, ferramentas e utilitários de sistema operacional, entre outros). Com relação à hardware de computador, a manutenção preventiva é a limpeza dos componentes internos do computador e da placa-mãe, removendo poeira e qualquer tipo de sujeira que possa afectar o funcionamento do hardware, ou ainda, a configuração de serviços e funções disponibilizadas no BIOS para evitar prováveis defeitos em componentes internos do computador (como o super aquecimento do processador, por exemplo).

## Manutenção corretiva
Chama-se manutenção corretiva a ação ocorrida com base na falha de execução (de hardware e/ou software) de computador, relacionado à CPU e todos os periféricos, aplicando-se ações que visem solucionar os erros encontrados. Erros de hardware ocasionam falhas diversas de execução em softwares. Existem diversos softwares relacionados à manutenção corretiva.
Vale ressaltar que a manutenção corretiva é referência na utilização de softwares diversos (antivírus, ferramentas e utilitários de sistema operacional, entre outros).  
na Manutenção corretiva também pode ser trocado algum componente devido falha ou por estar danificado.

## Plataforma Windows
Relacionado à manutenção preventiva e corretiva na Plataforma Windows, podemos configurar utilitários deste sistema operacional (MS-Config e RegEdit), otimizando o funcionamento do referido sistema operacional. 